# Evans Head
Evans Head är en ort i Australien. Den ligger i kommunen Richmond Valley och delstaten New South Wales, i den sydöstra delen av landet, omkring 570 kilometer norr om delstatshuvudstaden Sydney.
Trakten är glest befolkad. Evans Head är det största samhället i trakten. 
I omgivningarna runt Evans Head växer i huvudsak städsegrön lövskog. Genomsnittlig årsnederbörd är 1 445 millimeter. Den regnigaste månaden är januari, med i genomsnitt 220 mm nederbörd, och den torraste är oktober, med 28 mm nederbörd.